# Ausgleichsküste
Eine Ausgleichsküste zeigt sich in einer flach und geradlinig verlaufenden Küstenlinie. Sie entsteht unter dem Einfluss von Wind und Wasser aus den ursprünglichen Buchten, Inseln, Halbinseln und Vorsprüngen. Sedimente und Sedimentationsgestein (Sand und Kies) werden abgetragen (Abrasion) und an einer anderen Stelle angelagert (Sedimentation). Strandversetzung, je nach Richtung und Stärke der Meeresströmung. Typisch für Ausgleichsküsten ist die Bildung von Dünen, weiten Sandstränden und eventuell eines Haffs oder einer Nehrung. Wo zwei Ausgleichsküsten zusammentreffen, kann sich eine Landspitze (Odde) und ein ins Meer hinausragendes Sandriff bilden. Parallel mit der Ausgleichsküste können sich die abgetragenen Sedimente als Sandbänke anlagern.

## Beispiele in Europa
- Weite Strecken der südlichen Ostseeküste in Mecklenburg-Vorpommern, Polen, Gebiet Kaliningrad/Russland, Litauen, und Lettland.
- Die Nordseeküste von Belgien, über die Außenseite der Wattenmeerinseln in den Niederlanden und Deutschland, bis zur Westküste und Nordostküste Jütlands in Dänemark.
- Auf der Nordspitze Jütlands bei Skagen bilden die beiden Ausgleichsküsten die sich ständig verändernde Landzunge Grenen.
- An der Insel Anholt im Kattegat treffen zwei Ausgleichsküsten in der östlichen Landzunge Totten zusammen. Die Landzunge erstreckt sich unter dem Meeresspiegel ins Meer hinaus.
- Die Landzunge Hela in Polen besteht aus ostwärts von der pommerschen Küste abgetragenen Sedimenten, die sich vor der Danziger Bucht anlagerten.[1]